# Звягины
Звягины — древний тульский дворянский род.
Происходит от Лаврентия Звяги. Потомки сего рода Звягины многие служили Российскому престолу дворянские службы в разных чинах и жалованы были в 1688 и других годах поместьями и на оные грамотою.
Определением Тульского Дворянского Собрания, род Звягиных внесён в дворянскую родословную книгу в 6-ю её часть древнего дворянства.

## Описание герба
В щите, разделённом на 4 части, посредине изображен золотой крест. В 1-й части в голубом поле три шестиугольные золотые звезды и под ними серебряный полумесяц, рогами в правую сторону обращённый (изм. польский герб Ксежиц). Во 2-й и 3-й частях в красном поле видна из облак выходящая рука в серебряных латах с мечом (польский герб Малая Погоня). В 4-й части в зелёном поле серебряная подкова шипами вниз (изм. польский герб Ястржембец).
Щит увенчан дворянским шлемом с дворянской на нем короной. Намёт голубой и красный, подложен золотом. Герб рода Звягиных внесён в Часть 5 Общего гербовника дворянских родов Всероссийской империи, стр. 122.

## Известные представители
- Звягин Семён — дьяк (1640—1668).
- Звягин Никита Никифорович — московский дворянин (1681—1692).
- Звягин Самойло Матвеевич — стряпчий (1692).
- Звягин Венедикт Никифорович — стряпчий (1693)[1].